# Parti vert (Tchéquie)
Le Parti vert (en tchèque : Strana zelených) est le plus important parti écologiste tchèque. Il est apparu sur le devant de la scène politique tchèque après les élections générales du 4 juin 2006, où il a obtenu six sièges à la Chambre des députés, devenant ainsi le premier parti vert d'un ancien pays socialiste d'Europe centrale à avoir des représentants élus au Parlement.

## Histoire

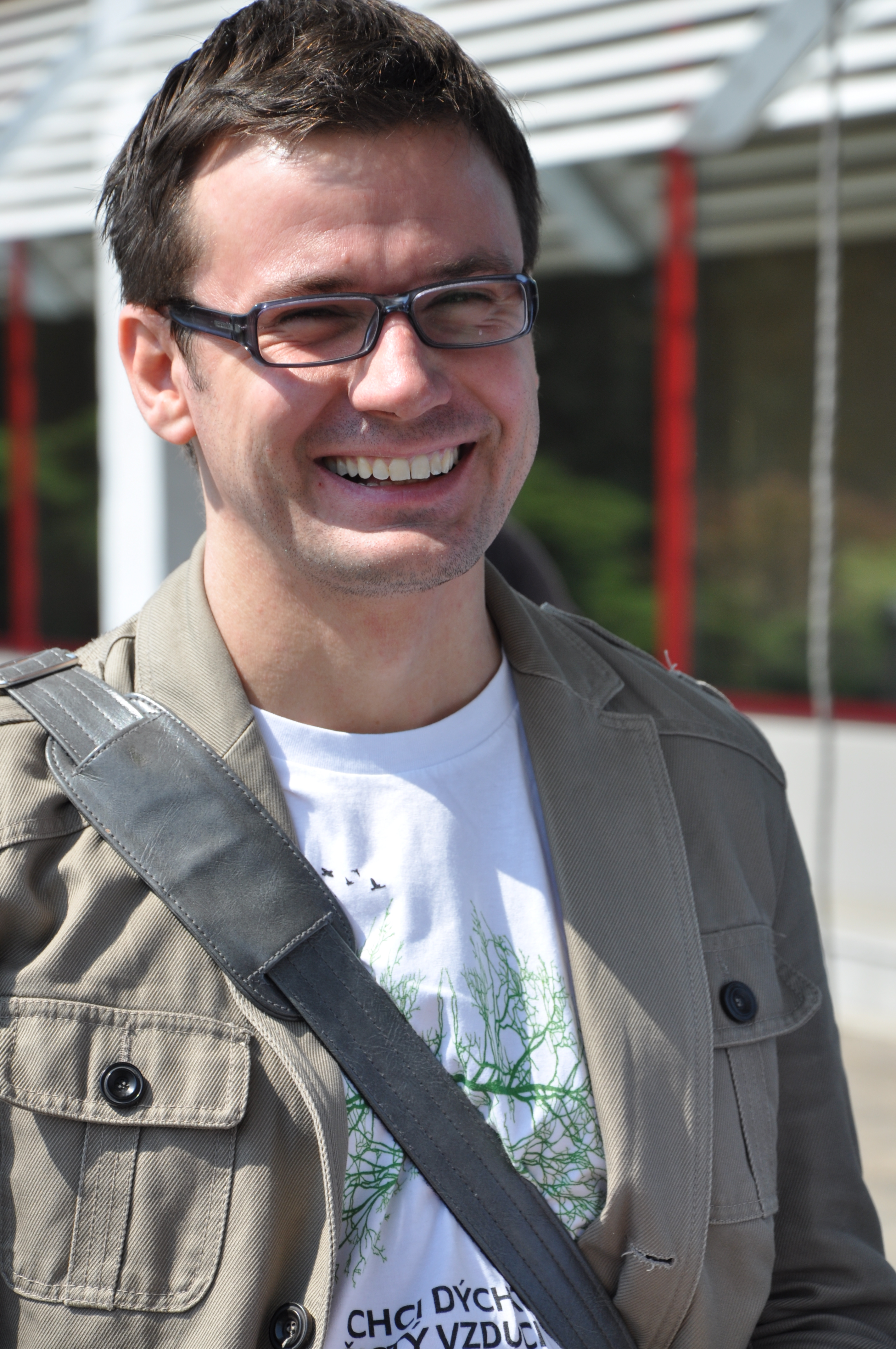
Le leader actuel du parti, Ondřej Liška, en 2011 à Prague.

Fondé en 1989, le parti a pris de l'ampleur après l'arrivée à la présidence de Martin Bursík, un docteur en sciences naturelles engagé dans la politique depuis le début des années 1990.
Promouvant une politique écologique respectueuse des grands principes du développement durable, le Parti des Verts est, de l'aveu de Martin Bursik lui-même, plutôt orienté à gauche. Ceci ne l'a pas empêché de se rallier à la coalition gouvernementale emmenée par le Parti démocratique civique (droite) de Mirek Topolánek, coalition qui a obtenu la confiance de la Chambre des députés en janvier 2007.
Aux élections législatives de mai 2010, le parti perd près de 4 points et passe sous la barre des 5 % des suffrages exprimés, ce qui l'exclut de la Chambre des députés, quatre ans à peine après y être entré.

## Positionnement
Parti tourné vers la société civile, les Verts ont une carte à jouer dans le paysage politique tchèque : peu compromis dans les divers scandales impliquant régulièrement des hommes politiques, ils sont susceptibles d'attirer des voix d'électeurs indécis des deux grands partis tchèques, le Parti social-démocrate tchèque et le Parti démocratique civique. On leur reproche cependant une attitude trop jusqu'au-boutiste sur le nucléaire (les Verts tchèques sont partisans de l'arrêt de la production d'énergie nucléaire dans un pays qui est très dépendant de la Russie pour ses approvisionnements en hydrocarbures) et, au moins jusqu'à la désignation en septembre 2005 de Martin Bursik à la présidence du Parti, une absence de condamnation formelle des faits commis par le Parti communiste tchécoslovaque sous le régime totalitaire. On craint également leur manque de discipline interne, qui en ferait des partenaires de coalition peu fiables.

## Résultats électoraux
- 1990 Parlement national tchèque: 4,1 % - 0 siège
- 1992 Parlement national tchèque, en tant que membre de l'Union libérale-sociale: 6,5 %
- 1996 Sénat: 0 siège
- 1998 Chambre des députés: 1,1 % - 0 siège
- 1998 Sénat: 0 siège
- 2000 Sénat: 0 siège
- 2002 Chambre des députés: 2,4 % - 0 siège
- 2002 Sénat: 0 siège
- 2004 Sénat: 1 siège (Jaromír Štětina)
- 2004 Parlement européen: 3,2 % - 0 siège
- 2006 Chambre des députés: 6,3 % - 6 sièges
- 2009 Parlement européen: 2,06 % - 0 siège
- 2010 Chambre des députés: 2,44 % - 0 siège
- 2012 Sénat : 1 siège (Eliška Wagnerová)
- 2013 Chambre des députés: 3,19 % - 0 siège

## Présidents du Parti vert
- 1990–1991 : Milan Ječmínek
- 1991–1992 : Aleš Mucha
- Octobre 1992 – octobre 1995 : Jaroslav Vlček
- Octobre 1995 – mars 1999 : Emil Zeman
- Mars 1999 – mars 2002 : Jiří Čejka
- Mars 2002 – avril 2003 : Miroslav Rokos
- Avril 2003 – septembre 2005 : Jan Beránek
- Septembre 2005 - Décembre 2009 : Martin Bursík
- Décembre 2009 - Janvier 2016 : Ondřej Liška
- Janvier 2016 - Octobre 2017 : Matěj Stropnický
- Octobre 2017 - Janvier 2020 : Petr Štěpánek
- Janvier 2020 - en cours : Magdalena Davis et Michal Berg (co-présidents)